# Tié-Tié
Tié-Tié est le troisième arrondissement de Pointe-Noire en République du Congo. C'est le plus vaste et le plus peuplé de la commune.

## Historique
En 1962, l’arrondissement no 3 Tié-Tié nait chronologiquement de l’extension de la ville de Pointe-Noire, après l’arrondissement no 1 E.P. Lumumba, et l'arrondissement no 2 Mvoumvou.
Mais c’est en 1967 qu’il devient officiellement arrondissement, notamment à cause du déplacement des habitants natifs du village éponyme, d’où son nom de Tié-Tié tiré d’un roitelet.
Les adjoints au maire, les maires délégués ou les administrateurs-maires qui se sont succédé à la tête de cet arrondissement, sont.
- François Kandhot (1967 - 1970)

- Justin Mvembe (1970 - 1972)

- Jean-Pierre Mafouana (1972 - 1977)

- Zéphyrin Mafouana Makosso (mars 1977 - août 1977)

- Norbert Saya (1977 - 1984)

- Antoine Lomba (1984 - 1989)

- Edouard Mouketo (1989 - 1991)

- Jean-Félix Missamou (1991 - 1992)

- Auguste Ngoulou (1992 - 1993)

- Albert Moussounda Moufama (1993 - 1998)

- Julienne Malanda (1998 - 26 novembre 2003)

- Pierre Albert Victor Bayonne (26 novembre 2003 - 5 février 2012)[2]

- André Guy Edmond Loemba (5 février 2012 - 13 juillet 2015)

- Ambroise Bayakissa (13 juillet 2015 - 30 juillet 2020)[3]

- Jean Romuald Tchicamboud (depuis le 30 juillet 2020)

## Limites géographiques
L’arrondissement no 3 Tié-Tié couvre 51,248 km2, soit 5 124,8 ha de superficie et se limite : 
- Au nord, par la rivière Songolo, depuis son intersection avec l’avenue Moe Pratt jusqu’au confluent avec la rivière Bissongo, remonter la rivière Bissongo jusqu’à sa source, côte 80. De la source, par la ligne droite conventionnelle jusqu’au confluent de la rivière Koulombo avec son affluent situé à environ un kilomètre en aval de la gare Ngondji, ex-Patra. On remonte cet affluent jusqu’à l’intersection avec la ligne droite conventionnelle joignant le PK 20 Kolombo à la source Niandji;

- À l’est: de ce point, suivre la ligne droite conventionnelle à la source de la rivière Niandji, côte 80, on descent le cours de Niandji jusqu’au ponceau du prolongement de l’avenue de l’Indépendance ;

- Au sud: suivre le prolongement de l’avenue de l’Indépendance jusqu’au ponceau sur la rivière Koulombo. De ce point, prolonger l’avenue de l’Indépendance jusqu’au croisement, entre le passage à niveau de la voie du chemin de fer Congo Océan et l’avenue Marien Ngouabi. Ensuite, suivre l’avenue Marien Ngouabi jusqu’à la source de la rivière Mfallo, puis descendre ce cours d’eau jusqu’à la rue Kimongo, et suivre l’avenue de la Révolution jusqu'au croisement avec l’avenue Maténdé. Enfin, suivre cette avenue jusqu'au croisement avec l’avenue Moe Pratt et la longer jusqu’à l’intersection avec la rivière Songolo.

L’arrondissement no 3 comprend trois zones distinctes: 
- une zone urbaine;
- une zone semi-urbaine et;
- une zone rurale, située sur la rive gauche du cours d’eau Koulombo et couverte des plantations d’eucalyptus.

## Toponymie
Tié-Tié vient de Ntieti, le nom Vili d'un roitelet, passereau à huppe orange ou jaune, qui nichait dans le Tié-Tié d'autrefois, une vaste plaine jonchée de roseaux. La contrée était dirigée par le chef traditionnel Ndaka Makaya qui prendra ensuite le surnom de Ndaka Susu (langue de poulet c'est-à-dire un homme sans valeur), à cause de son incapacité à régler les multiples conflits qui larvaient sa famille[Quoi ?].
Une partie des terres de Tié-Tié portent toujours ce nom de Ndaka-Susu.
Ndaka-Susu fut un proche contemporain des chefs de villages Sakala Louissi L'Ancien (1880-?) de Tchimbamba, père de Zéphirin Lassy (fondateur du Christianisme Prophétique en Afrique), de Tâ Koutemouka Niambi de Mboukou, et Linguissi Tchicaya de Mpita, 
Tié-Tié est également une localité proche de Nzambi, à la frontière gabonaise. Tout porterait à croire qu'une partie des habitants de l'arrondissement 3 y serait originaire.

## Quartiers
- Mouyondzi
- Voungou
  - Voungou ou Vungu ou encore Li Vung' signifie la " Couverture " en vili. Le nom du clan traditionnel Voungou provient d'un génie appelé Mani Li Tchimbamba qui, en laissant sa terre natale du Cabinda épousa une femme génie de la lagune de la Lwaya à Tchimbamba qui, s'appelait Lila Mani,
  - Le chef Ndaka Soussou de son vrai nom Ndaka Makaya, ancien propriétaire de la contrée de Voungou avait dénommé cette partie de terre, en souvenir de ce clan traditionnel originaire du Cabinda.
  - Le génie Mani Li Tchimbamba était polygame; ses femmes provenaient de plusieurs clans pour réaliser des alliances interclaniques. L'une de ces femmes, pour se faire aimer de son mari, avait une couverture de valeur avec laquelle elle couvrait son époux. C'est de cette anecdote que provient l'expression en langue vili : " Vungu Li fuk Lila Mani ", qui peut se traduire par " La couverture avec laquelle Lila Mani a couverte son mari ".  Et c'est de là que le clan traditionnel de cette femme génie pour se démarquer des autres clans, prit le nom de Vungu ou Voungou.  Aujourd'hui l'administration change parfois son orthographe par méconnaissance. Elle fait allusion à Mvoumvou en écrivant parfois Mvoungou.
- Fond Tié Tié
- Saint-François

Mbota signifie étoile en langue Vili. Une météorite tombée dans cette contrée il y a quelques années serait à l'origine de ce toponyme. Ce quartier situé entre Fond Tié-Tié et Loussala est dvisé en deux zones appartenant jadis à deux clans: Mbota Lwissi et Mbota Tchibulu avec plus loin, la rivière Bisongo.
- Mboukou
- Loussala
- OCH (Office Congolais de l'Habitat)
- Fouks
- Ndaka Soussou
- Duo
- Marché Liberté
- Socaf

## Équipements

### Gare ferroviaire
Dans le quartier de Fond Tié-Tié se trouve l'ancienne gare de la ligne de chemin de fer Congo-Océan (CFCO), aujourd'hui laissée à l'abandon. C'était le premier lien entre la gare centrale de Pointe-Noire et la cité.

### Édifices religieux
- Paroisse catholique saint Jean Bosco[10]
- Paroisse catholique saint François
- Église Kimbanguiste